# Somana
Somana è una frazione del comune italiano di Mandello del Lario posta a nord-est del centro abitato, tra Rongio e Olcio.

## Storia
Somana fu un antico comune del Milanese.
Anticamente aggregato alla comunità generale di Mandello, fu designato comune a sé stante dalle riforme dell'imperatrice Maria Teresa, popolato da 197 abitanti. Nel 1786 entrò per un quinquennio a far parte della Provincia di Como, per poi cambiare continuamente i riferimenti amministrativi nel 1791, nel 1797 e nel 1798.
Portato definitivamente sotto Como nel 1801, alla proclamazione del regno d'Italia napoleonico nel 1805 risultava avere 214 abitanti. Nel 1809 il municipio fu soppresso su risultanza di un regio decreto di Napoleone che lo annesse ad Olcio, ma nel 1812 fu decretata di converso la prima unione con Mandello; tuttavia, il Comune di Somana fu ripristinato con il ritorno degli austriaci. Nel 1853 il paese risultò essere popolato da 382 anime, salite a 422 nel 1871. Nel 1853 la chiesa dedicata aSant'Abbondio, vescovo di Como e patrono della diocesi, è stata elevata a parrocchia. Nel 1921 si registrarono ben 428 residenti. Fu il regime fascista a decidere nel 1927 di sopprimere definitivamente il comune, unendolo definitivamente a Mandello.